# Илчев, Иван
Иван Илчев Димитров (болг. Иван Илчев Димитров, родился 25 июня 1953 в Софии) — болгарский историк, ректор Софийского университета в 2008—2015 годы, доктор исторических наук, профессор, член-корреспондент Болгарской академии наук с 2012 года.

## Биография
Сын академика Илчо Димитрова. Окончил 114-ю английскую гимназию в Софии и Софийский университет, исторический факультет, кафедру новой и новейшей всемирной истории. С 1978 года был ассистентом Исторического факультета Софийского университета, в 1981 году защитил докторскую диссертацию на тему «Болгария в балканской английской политике (1913—1918)» (болг. България в балканската английска политика (1913 — 1918)), в 1987 году получил степень доцента по новой и новейшей истории балканских народов. Доктор исторических наук, защитил диссертацию «Моя страна — права или нет! Внешнеполитическая пропаганда балканских народов» (болг. Родината ми — права или не! Външнополитическа пропаганда на балканските народи). Профессор с 1995 года.
Почётный профессор Государственного университета штата Огайо, Колумбийского университета, Мэрилендского государственного университета (1984—1986), Центра Вудро Вильсона в Вашингтоне (1990—1991), Университета Тиба в Японии (1999—2000). Член Высшей аттестационной комиссии в 1997—2002 годах, декан исторического факультета и председатель научного совета факультета с 2003 года. С 2008 по 2015 годы ректор Софийского университета.
В 2013 году выразил поддержку студентам, протестующим против правительства Пламена Орешарского.
Именем Илчева назван выступ на Антарктическом полуострове в знак поддержки Илчевым национальной антарктической программы Болгарии.